# 泰娅·格雷戈林
泰娅·格雷戈林（1980年6月29日—），斯洛文尼亚女子冬季两项、越野滑雪运动员。她曾代表斯洛文尼亚参加2002年、2006年、2010年和2014年冬季奥林匹克运动会，其中2014年冬季奥运会获得一枚铜牌。